# Сога, Дайсукэ
Дайсукэ Сога (яп. 曽我大介 со:га дайсукэ), род. 14 ноября 1965, Осака) — японский дирижёр и композитор.
Окончил Высшую музыкальную школу Тохо Гакуэн в Токио (1987) по классу контрабаса, затем совершенствовался как контрабасист в Бухаресте под руководством Иона Кепти, там же в 1989 году дебютировал как дирижёр, участвовал в революционных событиях. В дальнейшем занимался дирижированием в мастер-классах многих выдающихся дирижёров, в том числе Джузеппе Синополи, Бернарда Хайтинка, Сэйдзи Одзавы, Роберта Спано, Ильи Мусина. Разделил первое место на Безансонском международном конкурсе молодых дирижёров (1993), в 1998 г. выиграл Международный конкурс дирижёров имени Кирилла Кондрашина.
Международная карьера Соги в высокой степени связана с Румынией, где он выступает постоянно; в 2013 г. Соге был доверен, в частности, инаугурационный концерт в новом концертном зале, открывшемся в Брашове. С 2006 года Сога был художественным руководителем музыкального фестиваля в бразильском городе Лондрина, ему присвоено звание почётного гражданина города.
Среди записей Соги, в частности, две симфонии Василия Калинникова с Новым городским оркестром Токио, которым он руководил в 2006—2009 годах